# Nyirenda Chayu
Nyirenda Lawrence Kabalamula Chayu est un ancien arbitre zambien de football des années 1970 et 1980.

## Carrière
Il a officié dans deux compétitions majeures : 
- CAN 1976
- JO 1980 (1 match)